# Wang Shaudi
Wang Shaudi (chinois : 王小棣 — pinyin : Wáng Xiǎo-Dì) est une réalisatrice, productrice et scénariste taïwanaise née le 15 août 1953 à Taipei.

## Biographie
Wang est née en 1953 à Taipei. Fille du général Wang Sheng (en) (王昇), un membre influent du parti au pouvoir, le Kuomintang, elle grandit dans un milieu aisé. Elle étudie au département d’art dramatique de l’université de la culture chinoise de Taipei. Elle s’inscrit ensuite à l’Université de Trinity au Texas, où elle obtient un master en art dramatique, avant d’étudier le cinéma à l’université de San Francisco.
De retour à Taïwan en 1979, Wang scénarise plusieurs films, dont L’Épouvantail (稻草人), de son compatriote Wang Tung (王童), qui lui vaut de recevoir le prix du meilleur scénario au Festival du cheval d’or de Taipei en 1987 et Le Paradis des bananes (香蕉天堂), du même réalisateur, en 1988.
En 1992, elle établit une société de production, la Rice Film (稻米工作室), avec son collègue et compagnon Huang Liming. Durant les années suivantes, elle tourne, pour cette société et d’autres, des films pour le grand écran et des séries télévisées. Ces dernières sont récompensées de plusieurs Prix de la cloche d'or (en), la plus haute récompense pour les productions télévisées à Taïwan.
Enseignante de cinéma dans plusieurs universités prestigieuses de Taïwan, mentor de nombreux cinéastes, dont Tsai Ming-liang dans les années 1980, elle s’engage à promouvoir les jeunes talents. C’est dans cette volonté qu’elle fonde en 1998 l’Union de cinéastes originaux (TOFU), dont la mission est d’aider les jeunes réalisateurs à concrétiser leurs projets.

## Œuvre cinématographique
Les films de Wang Shaudi traitent de sujets liés à la société et à la culture taïwanaises. En dehors de son premier long métrage de fiction, Légende accidentelle (飛天), qui se passe dans la Chine de la fin des Qing, ses œuvres pour le grand écran évoquent avec humour des problèmes de société ainsi que certaines traditions et croyances populaires de Taïwan.
Ainsi son second long métrage de fiction, Le Tien et le Mien (我的神經病), met-il en scène l’absurdité de certains comportements dans la société moderne taïwanaise. Son œuvre suivante, un dessin animé intitulé Grand-mère et ses fantômes (魔法阿媽), s’inspire quant à elle des rites de la religion populaire chinoise liés à la croyance en l'existence des fantômes. Wang reprend ce thème en 2010 dans Fantôme, où es-tu ? (酷馬), un film qui traite de la violence juvénile à travers une histoire de revenant.
D’une facture très classique, les films de Wang cherchent plus à interpeller le grand public qu’à innover et témoignent d’une forte volonté d’engagement social.

## Filmographie

### Réalisatrice
- 1987 : Un des trois segments du film Le Jeu qu'ils appellent sexe (黃色故事)[6]
- 1995 : Légende accidentelle (飛天)
- 1996 : LeTien et le Mien (我的神經病)
- 1997 : Grand-mère et ses fantômes (魔法阿媽), dessin animé
- 2004 : L'Étreinte de l'ours (擁抱大白熊), téléfilm
- 2010 : Fantôme, où es-tu ? (酷馬)
- 2011 : Éruption fatidique (釋放), court métrage dans le collectif 10+10

### Scénariste
- 1982 : La Bataille sanglante de Da Er Dan (血戰大二膽)
- 1987 : L’Épouvantail (稻草人)
- 1988 : Le Paradis des bananes (香蕉天堂)
- 1993 : Le Garçon et son héros (少年與英雄)

### Productrice
- 1995 : Poisson tropical (熱帶魚)

## Récompenses
- 1987 : Meilleur scénario original au 24e Festival du cheval d’or pour L’Épouvantail[7]
- 2014 : Prix national des arts (國家文藝獎) de Taïwan[8]